# Фриборн (округ)
Фри́борн (англ. Freeborn County) — округ в штате Миннесота, США. Административный центр и крупнейший город — Альберт-Ли. По переписи 2010 года в округе проживают 31 255 человек. Площадь — 1870 км², из которых 1831 км² — суша, а 39 км² — вода. Плотность населения составляет 16,7 чел./км².

## История
Фриборн был создан 20 февраля 1855 года. Он был назван в честь Уильяма Фриборна, члена совета в территориальной легислатуре в 1854—1857 годах.

## Население
В 2010 году на территории округа проживало 31 255 человек (из них 49,5 % мужчин и 50,5 % женщин), насчитывалось 13 177 домашних хозяйства и 8555 семьи. Расовый состав: белые — 93,2 %, афроамериканцы — 0,7 %, коренные американцы — 0,2 %, азиаты — 0,8 и представители двух и более рас — 1,7 %.
Население округа по возрастному диапазону по данным переписи 2010 года распределилось следующим образом: 22,0 % — жители младше 18 лет, 3,2 % — между 18 и 21 годами, 54,6 % — от 21 до 65 лет и 20,2 % — в возрасте 65 лет и старше. Средний возраст населения — 44,2 года. На каждые 100 женщин в Фриборне приходилось 97,9 мужчин, при этом на 100 совершеннолетних женщин приходилось уже 96,6 мужчин сопоставимого возраста.
Из 13 177 домашних хозяйств 51,9 % представляли собой совместно проживающие супружеские пары (16,6 % с детьми младше 18 лет), в 8,5 % семей женщины проживали без мужей, в 4,6 % семей мужчины проживали без жён, 35,1 % не имели семьи. В среднем домашнее хозяйство ведут 2,32 человек, а средний размер семьи — 2,85 человека.
В 2014 году из 25 015 человек старше 16 лет имели работу 15 281. При этом мужчины имели медианный доход в 41 993 доллара США в год против 31 961 долларов среднегодового дохода у женщин. В 2014 году медианный доход на семью оценивался в 58 960 $, на домашнее хозяйство — в 45 569 $. Доход на душу населения — 26 083 $ в год. 7,8 % от всего числа семей в Фриборне и 11,5 % от всей численности населения находилось на момент переписи за чертой бедности.
Динамика численности населения:
|  |